# Khold
Khold е норвежка блек метъл група, сформирана в град Осло.

## Състав
- Gard – вокал, китара
- Rinn – китара
- Grimd – бас
- Sarke – барабани
- Hildr – текст

## Дискография
- 2001 – „Masterpiss of Pain“
- 2002 – „Phantom“
- 2004 – „Mørke Gravers Kammer“
- 2005 – „De Dødes Tjern“ (EP)
- 2005 – „Krek“
- 2008 – „Hundre År Gammal“